# Sainte-Julie (Ain)
Sainte-Julie és un municipi francès situat al departament de l'Ain i a la regió d'Alvèrnia-Roine-Alps. L'any 2007 tenia 823 habitants.

## Demografia

### Població
El 2007 la població de fet de Sainte-Julie era de 823 persones. Hi havia 280 famílies de les quals 44 eren unipersonals (8 homes vivint sols i 36 dones vivint soles), 76 parelles sense fills, 148 parelles amb fills i 12 famílies monoparentals amb fills.
La població ha evolucionat segons el següent gràfic:
Habitants censats

### Habitatges
El 2007 hi havia 330 habitatges, 287 eren l'habitatge principal de la família, 11 eren segones residències i 32 estaven desocupats. 322 eren cases i 7 eren apartaments. Dels 287 habitatges principals, 248 estaven ocupats pels seus propietaris, 35 estaven llogats i ocupats pels llogaters i 4 estaven cedits a títol gratuït; 1 tenia una cambra, 6 en tenien dues, 17 en tenien tres, 82 en tenien quatre i 181 en tenien cinc o més. 236 habitatges disposaven pel capbaix d'una plaça de pàrquing. A 87 habitatges hi havia un automòbil i a 192 n'hi havia dos o més.

### Piràmide de població
La piràmide de població per edats i sexe el 2009 era:
| Homes | Edats   | Dones |
| ----- | ------- | ----- |
| 0     | 95 o +  | 0     |
| 0     | 90 a 94 | 4     |
| 4     | 85 a 89 | 8     |
| 0     | 80 a 84 | 4     |
| 8     | 75 a 79 | 8     |
| 12    | 70 a 74 | 12    |
| 8     | 65 a 69 | 4     |
| 20    | 60 a 64 | 16    |
| 4     | 55 a 59 | 4     |
| 24    | 50 a 54 | 8     |
| 16    | 45 a 49 | 24    |
| 20    | 40 a 44 | 28    |
| 32    | 35 a 39 | 24    |
| 20    | 30 a 34 | 12    |
| 12    | 25 a 29 | 20    |
| 8     | 20 a 24 | 8     |
| 32    | 15 a 19 | 20    |
| 24    | 10 a 14 | 16    |
| 32    | 5 a 9   | 8     |
| 16    | 0 a 4   | 20    |

## Economia
El 2007 la població en edat de treballar era de 539 persones, 426 eren actives i 113 eren inactives. De les 426 persones actives 397 estaven ocupades (210 homes i 187 dones) i 29 estaven aturades (7 homes i 22 dones). De les 113 persones inactives 44 estaven jubilades, 38 estaven estudiant i 31 estaven classificades com a «altres inactius».

### Ingressos
El 2009 a Sainte-Julie hi havia 305 unitats fiscals que integraven 848 persones, la mediana anual d'ingressos fiscals per persona era de 19.551 €.

### Activitats econòmiques
Dels 27 establiments que hi havia el 2007, 1 era d'una empresa extractiva, 2 d'empreses de fabricació d'altres productes industrials, 6 d'empreses de construcció, 5 d'empreses de comerç i reparació d'automòbils, 4 d'empreses de transport, 2 d'empreses d'hostatgeria i restauració, 3 d'empreses de serveis, 2 d'entitats de l'administració pública i 2 d'empreses classificades com a «altres activitats de serveis».
Dels 8 establiments de servei als particulars que hi havia el 2009, 3 eren tallers de reparació d'automòbils i de material agrícola, 2 paletes, 1 lampisteria, 1 electricista i 1 restaurant.
L'any 2000 a Sainte-Julie hi havia 7 explotacions agrícoles que ocupaven un total de 384 hectàrees.

## Equipaments sanitaris i escolars
El 2009 hi havia una escola elemental.

## Poblacions properes
El següent diagrama mostra les poblacions més properes.